# Brest (Pleven)
Brest (búlgaro: Брест) es un pueblo de Bulgaria perteneciente al municipio de Gulyantsi de la provincia de Pleven.
Se ubica unos 5 km al oeste de la capital municipal Gulyantsi, sobre la carretera 11 que lleva a Vidin.

## Demografía
En 2011 tiene 2048 habitantes, de los cuales el 54,19% son étnicamente búlgaros y el 2,92% turcos. El 42,87% de los habitantes no declararon su origen étnico en el censo.
En anteriores censos su población ha sido la siguiente:
| Gráfica de evolución demográfica de Brest entre 1934 y 2011 |
|                                                             |